# 佛耳岩石窟
佛耳岩石窟位於四川省巴中市通江縣，文物遺址年代判定為清。2012年7月16日公佈為第八批四川省文物保護單位。
佛耳岩石窟位於四川省巴中市通江縣民勝鎮新場村四組，分佈于長8米，距地面高1米的白砂岩巨石上。坐東南向西北，共有金窟3個，造像32尊，分佈面積約8.59平方米。從左至右，1號龕為外方內屋形龕，外龕龕楣陰刻楷書“古峒雲深”4字，龕高1.57米，寬1.28米，深0.98米。內有造像9尊，由一佛二弟子四菩薩二力士組合。主尊頭後有桃形頭光，頭飾磨光肉髻，結蜘跌坐於束腰仰覆蓮臺上，主尊高0.8米，肩寬0.12米，座高0.25米。二弟子、四菩薩分別侍立于金兩側壁覆蓮圓臺上。外金兩側壁浮雕折枝花卉、松鶴及人物圖。2號龕為外方內圓龕，高1.36米，寬1.31米，深1.06米。外龕龕楣雕橫匹折疊式匾，內雕福祿壽三星，龕兩側上部浮雕蓮花形垂花柱，內龕尖拱龕楣，凹雕忍冬紋飾。內有造像10尊，由二佛、阿難、迦葉二弟子、二菩薩、二天王、二力士組合。3號龕為外方內帳形龕，金高1.56米，寬1.29米，深0.83米。龕楣陰刻楷書“法海無邊”4字。內有造像13尊，由一佛四弟子二力士及其它六尊造像組合。造像頭均毀，佛身穿雙領下垂式佛衣，善跏跌端坐龕中央方座上，雙足踏仰覆蓮台。四弟子及六尊其他造像均侍立兩側平臺，龕口二力士把門。龕間外柱上均刻主次兩幅對聯。佛耳岩石窟造像造型生動，對研究當地佛教雕刻藝術有重要參考價值。1994年，佛耳岩石窟被通江縣人民政府公佈為縣級文物保護單位。